# アンダースコート

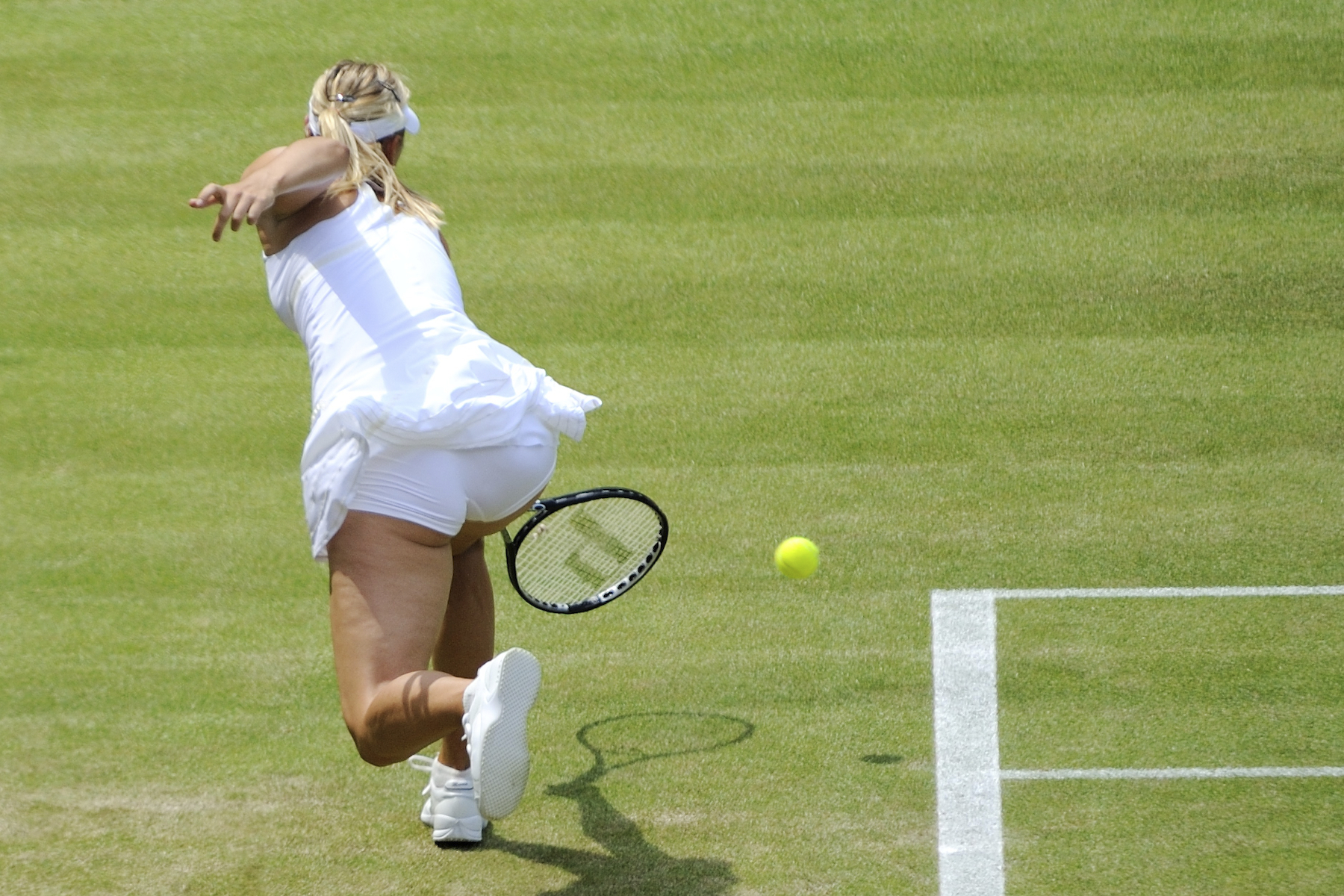
アンダースコート

アンダースコートは、スコート（女性用のミニスカートタイプのテニスウェア）の下に着用する専用下着のこと。通称「アンスコ」。

## 概要
元々はテニスのユニフォームである。
テニスのほか、バドミントンウェア、チアリーディング、バトントワリングなどのユニフォーム、アイドル歌手のスカートの下に着用する下着（いわゆる見せパン）として採用されている。
アンダースコートは和製英語とされている。アメリカではテニスブリーフまたはテニスニッカーズという。
なお、アンダースコートとアンダースカート（英: underskirt）は異なるものであるが、商品に表示されている「UNDER SKIRT」とのスペルは同じ物である。

## 用途

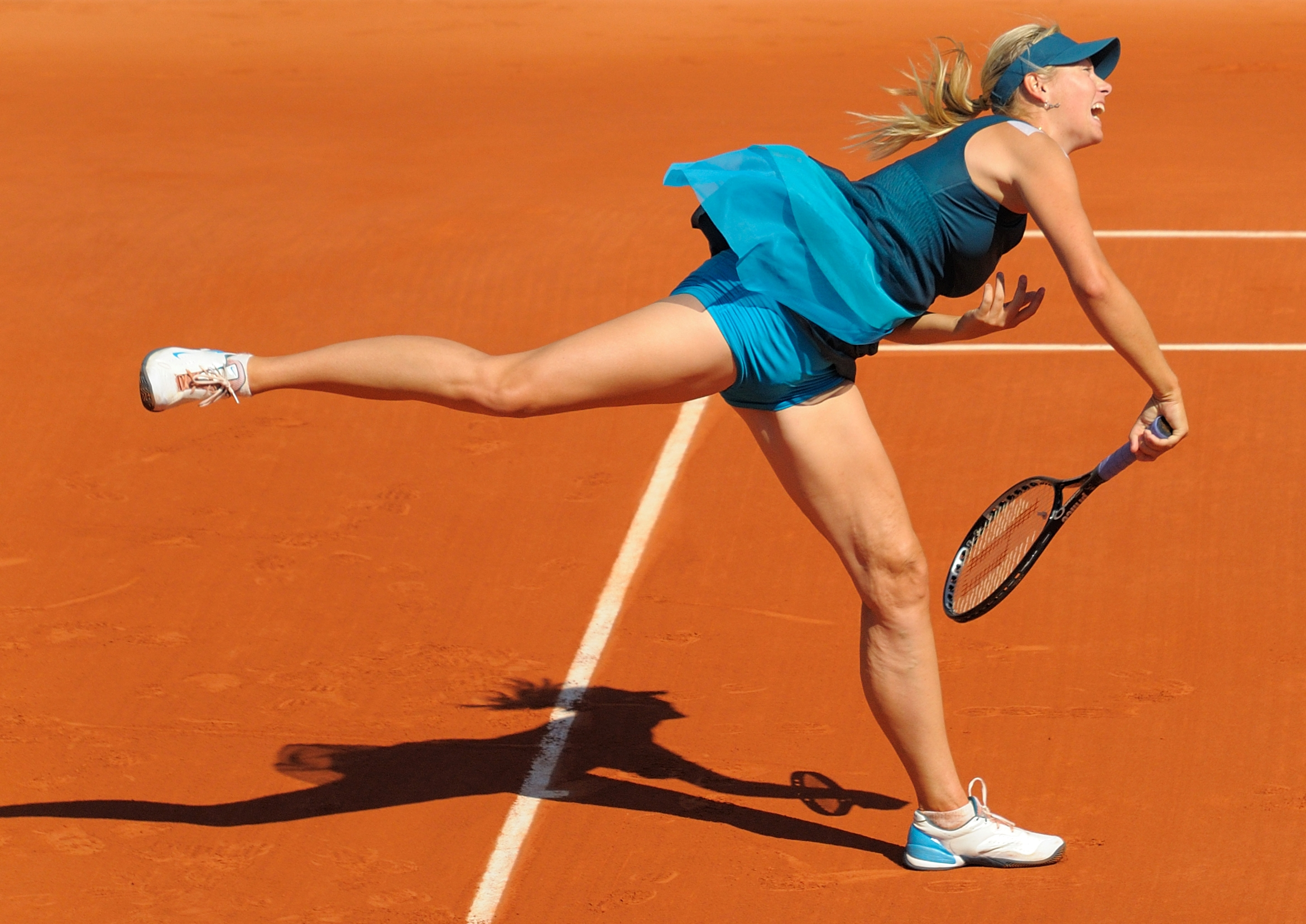
テニス

スコートが動きによってめくれ上がったりした時に裾から下着（ショーツ）が見えないように、通常はオーバーパンツとして普通の下着の上に重ねばきする。

## 素材と形状

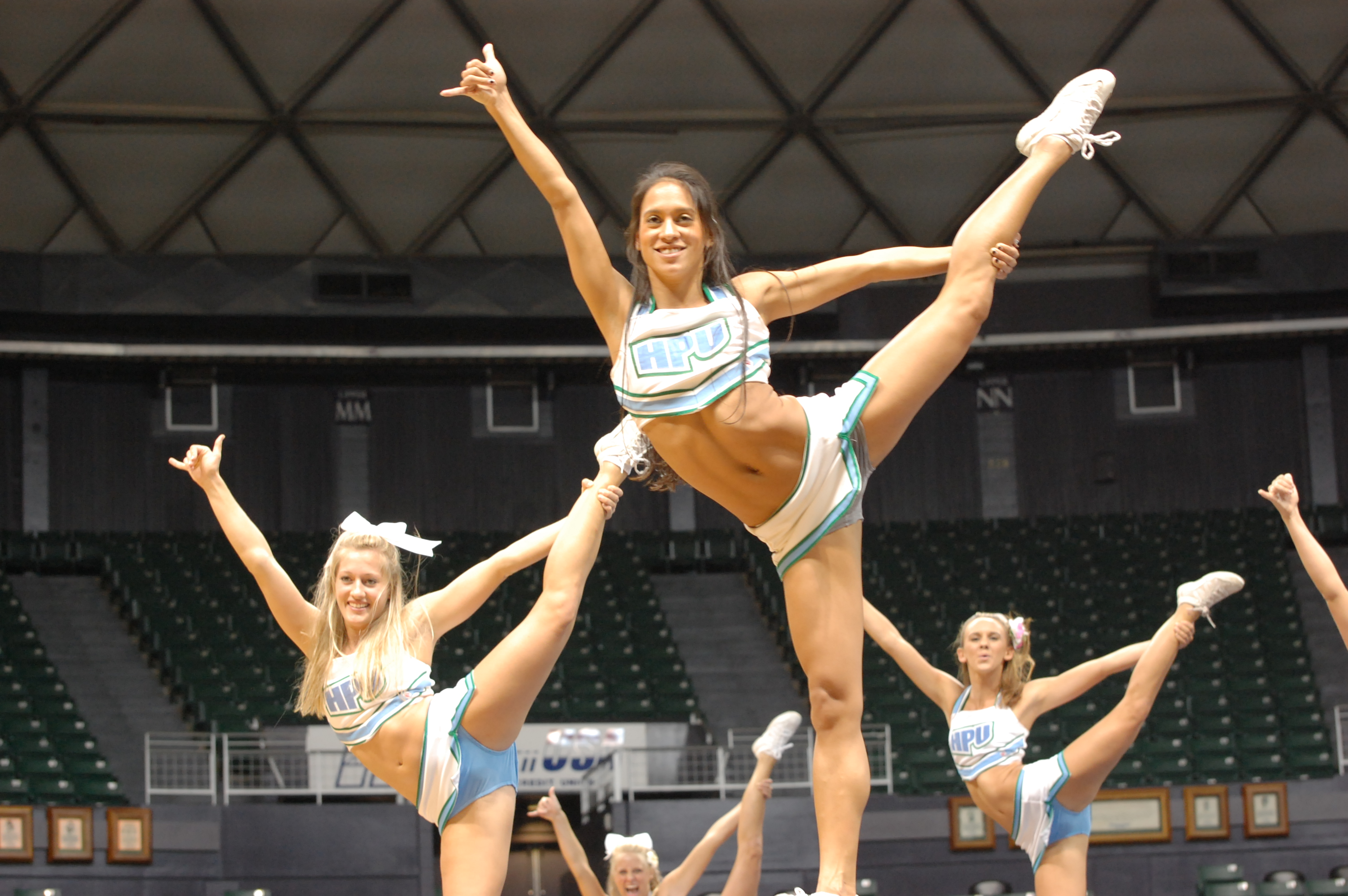
チアリーディング

形状はブルマーとほぼ同じであり、下着を覆い隠すためにサイズがやや大きめでローレグのデザインとなっている。素材は厚めの綿またはポリエステルの混紡製であることが多い。
見せることを前提に作られたものであるため、臀部などにフリルが縫い付けられ装飾性を高めてあったり、チアリーディングやバトントワリング用のものにはスコートと色や素材を合わせたレオタード状になっていることも多い。
アンダースコートは、その形状も変化している。初期の頃は、ウェスト部が臍の辺りまでのものが多かったが、ショート型のものも発売された。股刳りもローレグのものが多かったが、ハイレグのものも発売された。
色は、白が基本だが、暗い色のスコート用に濃紺や黒も用意されている。その他、桃色・水色・薄緑色・薄黄色など淡色系のカラーアンダースコートもある。
アンダースコートの最大の特徴であるフリルは、当時売りだし中のイギリス人デザイナー、テッド・ティンリングが、どうせ見えるならと装飾用としてデザインしたのが発端と言われている。
従来のブルマー型のデザインを完全に廃したスパッツ型も存在する。スパッツ型にはフリルが施されることはほとんどない。

## 歴史

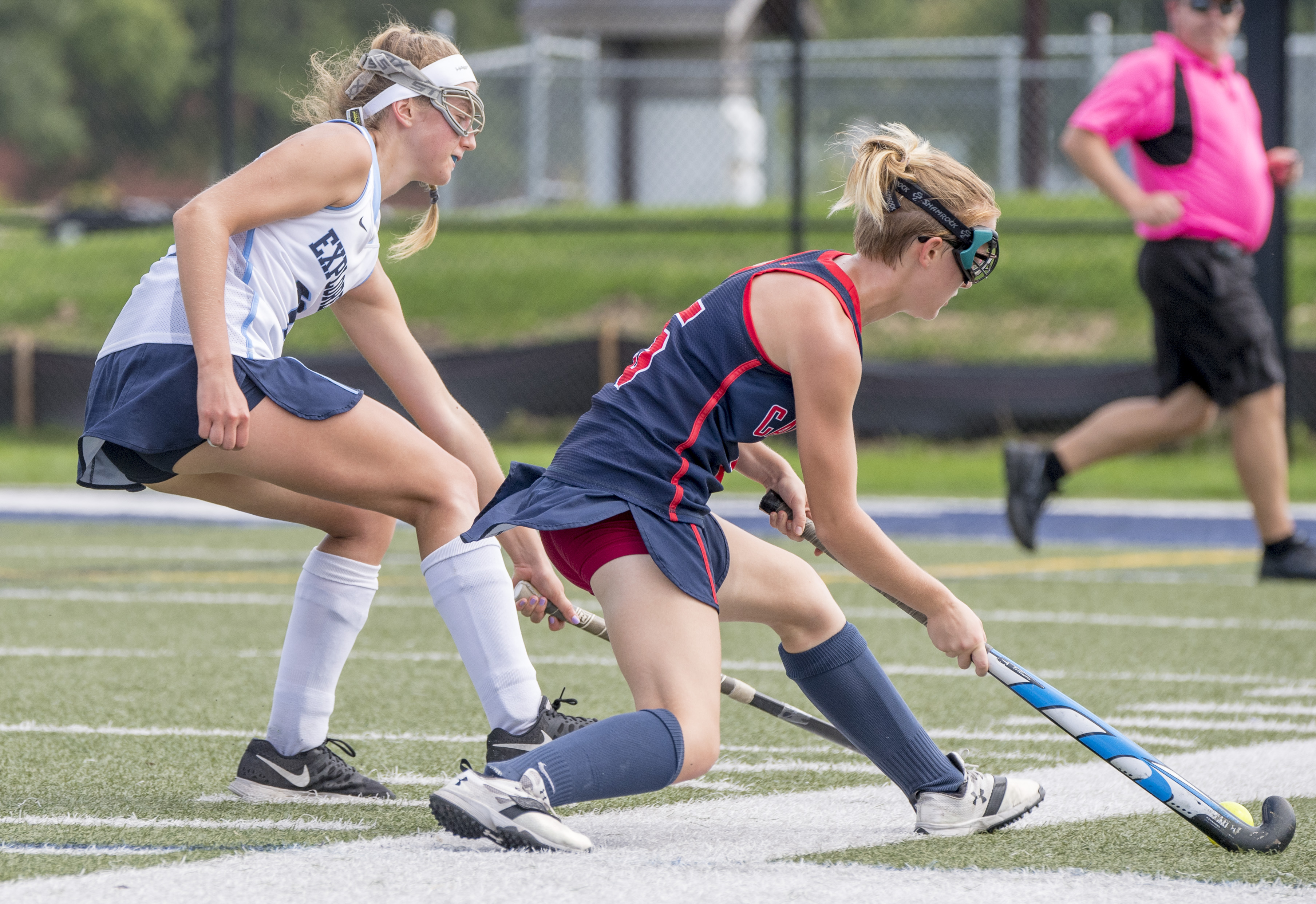
フィールドホッケー

後にアンダースコートと呼ばれるようになったこのウェアは、1949年にアメリカ合衆国のガートルード・モーラン選手が、ウィンブルドン選手権で着用して話題を集めた。 
テニスウェアとしてスコートが全盛であった頃は、アンダースコートはブルマーのようにアウターウェアの一種であると認識され、スコートと共に着用することをためらうケースは少なかった。中学校や高校の部活動では、練習時にはブルマーを公式試合ではアンダースコートを着用することが多かった（屋外での着替えが多いためかブルマーの上からアンダースコートを着用するケースもある）。アンダースコートを着用できるのはレギュラーだけだった学校もある。
チアリーディングやバトントワリングにおいても、これらの競技でスパッツがまだ一般的ではなかった1990年代以前では、ほぼ100%ブルマー型のアンダースコートだったが、その後、徐々にスパッツ型のアンダースコートが流行しだし、テニス・バドミントンなどの球技用ではスコートと一体型の作り付けのアンダーウェア（スコート#フラップ付きショートパンツ。スパッツ型で分離は不可能）に、特にバドミントンではアンダースコート自体を必要としないキュロットスカートや短パンに移行して、フリル付きアンダースコートの着用は廃れていった。
2000年代以降にはチアリーディングやバトントワリングでもスパッツ型のアンダースコートを着用するチームが増えた（依然アンダースコートが多数派ではある）。ほぼ同じ頃にミニスカートでプレーする、プロゴルファーやボウリング選手も着用するようになった。
2011年のバドミントン国際ルール変更では「スコートとワンピースを女子の試合に限り、義務付ける」とする事案が中華人民共和国やインドネシアをはじめとするイスラム教国からの反対で廃案となり、当然ながら、これらに必要となるアンダースコート着用の機会も激減した。
2019年現在では、チアリーディングやテニスなどの女子スポーツ競技においてはスパッツ型またはスコート一体型が多用され、メイド服などのコスプレ業界ではフリルのついたブルマー型が多用されている。スコート一体型に主流が移行しているために、球技用アンダースコートはヨネックスやミズノといった大手スポーツメーカーは、既にアンダースコート自体の生産を中止しているが、コスプレ用としてフリル付きアンスコは小規模メーカーによって未だ生産が続いている。

## フリル
アンダースコートにとって、フリルは重要な位置を占めている。
先に述べた通り、アンダースコートは激しい動きによってスコートがめくれ上がったときに露出する。この時、フリルが見えることでアンダースコートであることを強調している（フリルがないと下着かと思われてしまう）。
短パンで練習する時にアンダースコートをアンダーウェアとして着用すれば、透けたとしてもフリルが付いているので下着が透けていると思われずに済む。アンダースコートのフリルは、前身頃と後身頃に付いているものが多いが、後身頃だけについているものもある。
フリルにも特色がある。例えば、豪勢に5段以上のフリル、幅が3cm以上のフリル、花柄のレースのフリル、リボンや花や蝶をあしらったもの、フリルに使われる素材だけピンクやイエローなど、白地に目にも鮮やかなカラーを変更したものなどもある。
フリルのないアンダースコートもあり、中には白地や紺地にカラフルなメーカーのロゴマークを散りばめたデザインが流行った時期もある。そのようなアンダースコートをガードル型アンダースコートという。
チアリーディングやバトントワリング用のアンダースコートは競技上、臀部を掴んでトスやリフトなどの激しい運動が行われる関係上、破損しやすいフリルは基本的に施されない。ただし、競技以外の応援やパレードなどでは、専用ではなく球技用のフリル付きアンスコを流用していることも多かった。

## その他
- テニス用のアンダースコートには、ボールポケットが付くことがある。これは、テニスのルールでサーブは2回打つことができるとあるが、ファーストサーブを打つときにセカンドサーブ用のボールをしまっておくためにある。ボールポケット付きのアンダースコートの多くでは、左後に下からボールを入れられるようにポケットが付いている。

### スポーツ以外の使用例
- 丈の短いミニスカートやワンピースなどの衣装を着たアイドル歌手は、激しい振り付けや、低いカメラアングルなどで、スカートやドレスの中の映り込み、ステージより低い観客席からの盗撮を防止するために着用をしている。80年代のアイドルは従来型のフリル付きの白。現代のAKB48などのアイドルグループは黒のスパッツ型が多い。他に白いスパッツ型を着用しているグループもいる。
- 特撮ヒーロー物では、主人公ヒーローの相棒ヒロインの中には、作品によって、ミニスカート姿の[注釈 1]、またはミニスカート風コスチュームのヒロイン[注釈 2]が、悪組織の怪人などと格闘したりするアクションシーンで、ジャンプやハイキックをする際にスカートがめくれあがって中が見えるシーンがあるが、これにはアンダースコートが使われている。ほとんど白またはコスチュームにコーディネイトされた色で、フリルのないものが主流。他に、黒のスパッツ型もみられる。また、ミニスカート姿の敵側女幹部もアンスコを着用している場合もある[注釈 3]。
- 厳密には特撮ではないが、特撮物のシチュエーションを扱った漫画『ウイングマン』ではミニスカートを着用したヒロインが敵に下着が見えるのを指摘された際、「アンダースコートは見せてもいい下着なの」と明言しており、1980年代当時の少女の間ではアンスコがアウターウェアとして認識されていることが判る描写がある。
- 学校を舞台にした青少年向きの学園ドラマや映画では、女子生徒役を演じる女優が、スカートめくりをされる、制服姿でのアクションシーン[注釈 4]や風などでスカートが捲れあがる場面[注釈 5]では、フリルのないアンダースコートを下着に見立てて着用している。